# Chris Givens
Chris Givens (Jackson, 6 dicembre 1989) è un giocatore di football americano statunitense che gioca nel ruolo di wide receiver per i Baltimore Ravens della National Football League (NFL). Fu scelto nel corso del quarto giro (96º assoluto) del Draft NFL 2012 dai St. Louis Rams. Al college ha giocato a football a Wake Forest.

## Carriera professionistica

### St. Louis Rams
Il 28 aprile 2012, Givens fu scelto nel corso del quarto giro del Draft 2012 dai St. Louis Rams. Nella settimana 5 contro gli imbattuti Arizona Cardinals, Givens segnò il suo primo touchdown contribuendo alla vittoria dei Rams. Nella settimana 6, St. Louis perse contro i Miami Dolphins con Givens che ricevette 3 passaggi per 85 yard.
Nella settimana 8 i Rams persero nettamente contro i New England Patriots nella cornice speciale dello Wembley Stadium a Londra: Givens ricevette 3 passaggi per 63 yard  segnando gli unici punti dei Rams con un touchdown nel drive di apertura della gara.
Nella settimana 12 Givens contribuì alla vittoria dei Rams sugli Arizona Cardinals giocando la miglior gara della stagione ricevendo 115 yard e segnando un touchdown. La sua stagione da rookie si concluse con 42 ricezioni per 698 yard e 3 touchdown.

### Baltimore Ravens
Il 3 ottobre 2015, Givens fu ceduto ai Baltimore Ravens in cambio di una scelta al settimo giro del Draft 2018.

## Statistiche
| Partite totali             | 54    |
| Partite totali da titolare | 26    |
| Yard su ricezione          | 1,601 |
| Touchdown su ricezione     | 5     |